# Dioecesis Orientis

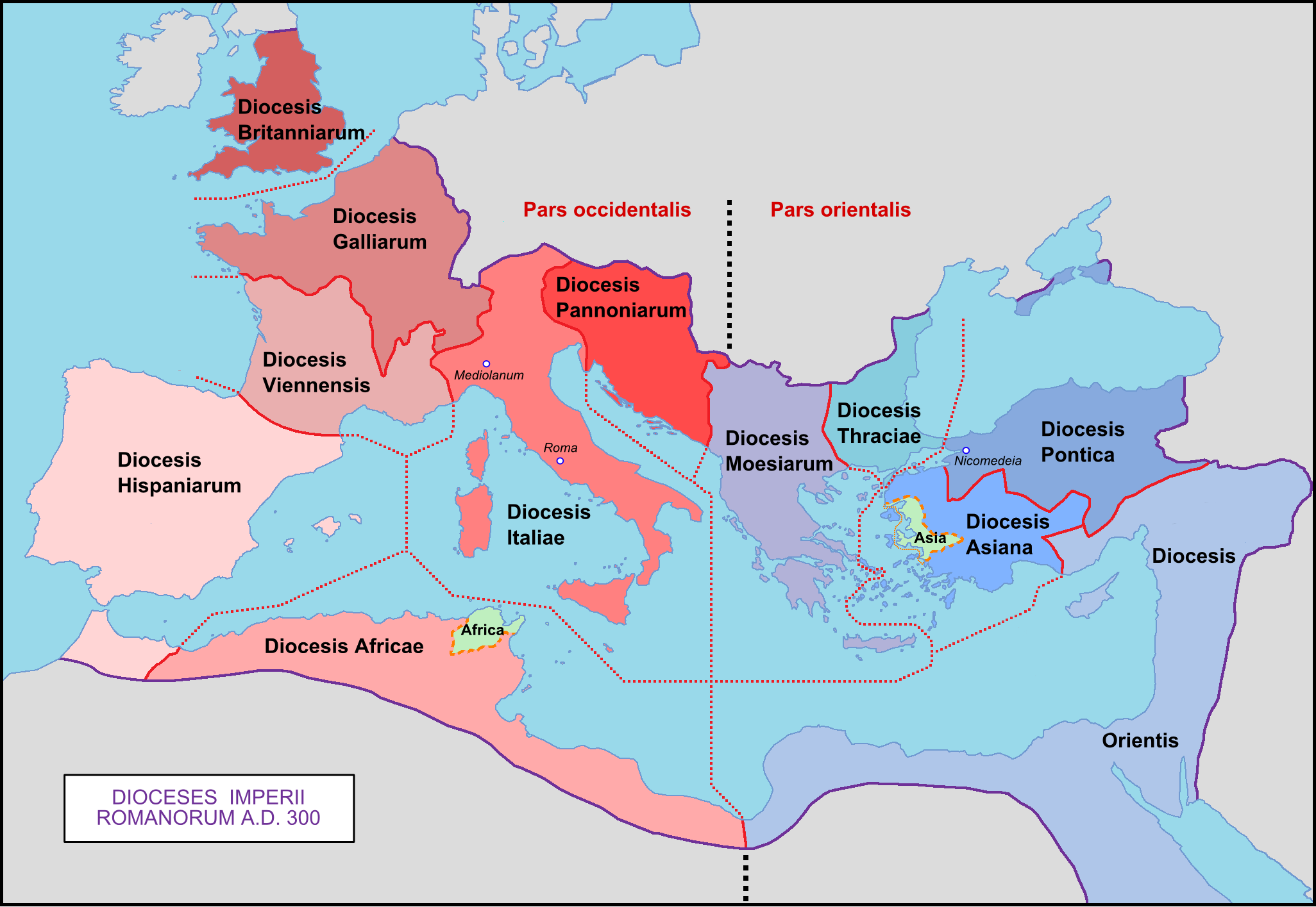
Die Diözesen von ca. 293 bis vor 337.

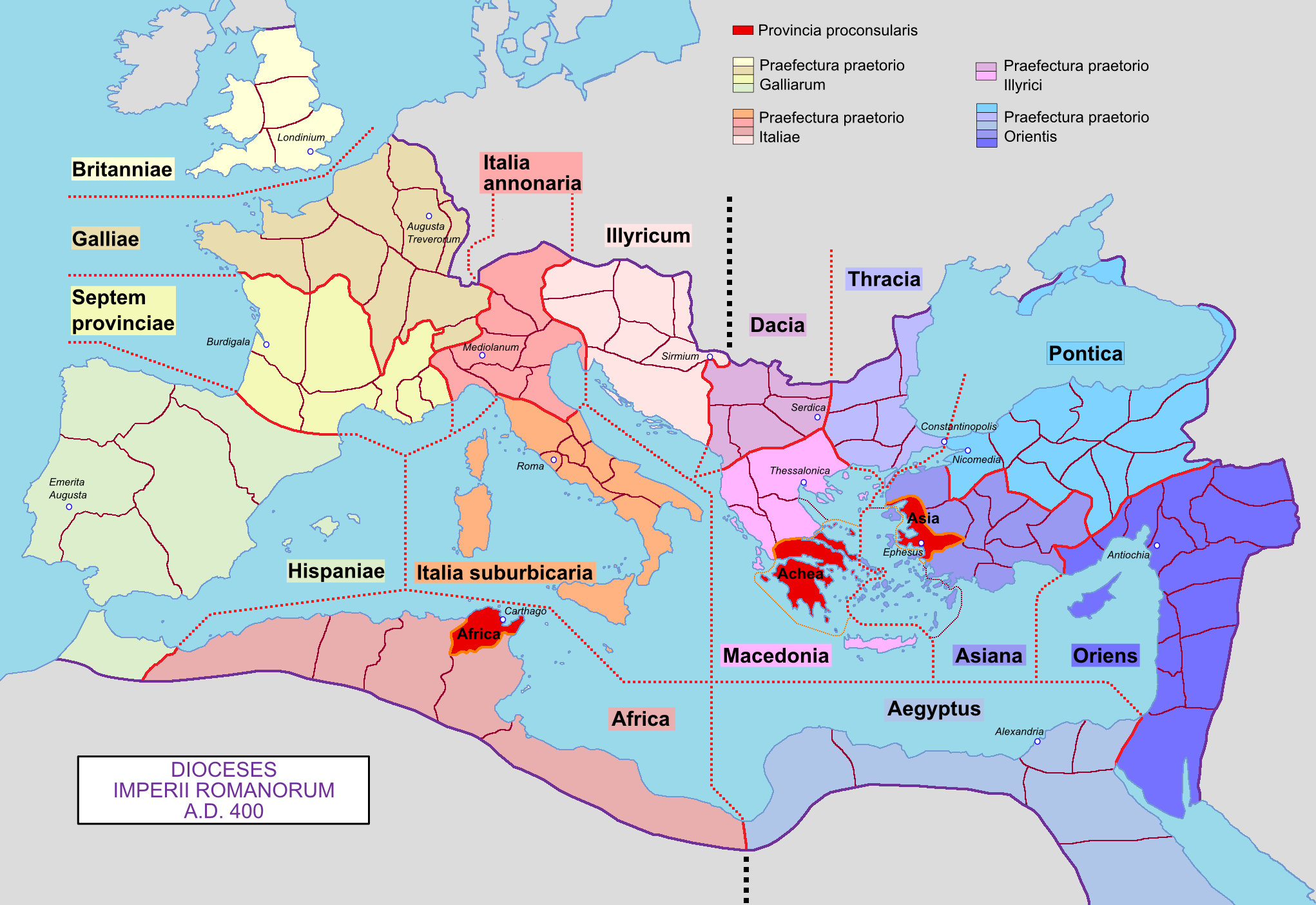
Die Diözesen um 400 n. Chr. (Spätantike)

Die Dioecesis Orientis (deutsch: Diözese des Ostens, Griechisch: Ἑῴα Διοίκησις Heoa Dioíkesis) war eine spätantike Verwaltungseinheit (Dioecesis) des Römischen bzw. Oströmischen Reiches. Sie bestand von 314 bis 636 nach Christus.

## Gebietsstruktur
Die Dioecesis Orientis umfasste folgende bis zu 17 Provinzen:
- Libya superior
- Libya inferior
- Thebais (bis 395)
- Aegyptus Iovia (bis 395)
- Aegyptus Herculea (bis 395)
- Arabia Petraea
- Arabia nova
- Augusta Libanensis
- Palaestina salutaris
- Syria Phoenice
- Syria Coele
- Augusta Euphratensis
- Cilicia
- Isauria
- Cyprus
- Mesopotamia
- Osrhoene

## Geschichte
Das Römische Reich war zunächst in 46 Provinzen aufgeteilt, die von Diokletian im Wesentlichen durch Aufteilung um 300 nach Christus auf 101 Provinzen erhöht wurden, die wiederum in Diözesen zusammengefasst wurden. Der Leiter der Diözesen (und Provinzen) war der Vicarius, Stellvertreter des nach 312 aus dem militärischen Prätorianerpräfekten hervorgegangenen Zivilbeamten. Bereits bei der Reichsteilung 395 wurde die Struktur der Diözesen geändert in vier Präfekturen, 15 Diözesen und 119 Provinzen. Der Dioecesis Orientis wurde in diesem Zusammenhang die Dioecesis Aegypti ausgegliedert, beide Diözesen wurden dem praefectus praetorio Orientis und militärisch dem magister militum per Orientem und dem comes Orientis zugeordnet. Die spätantike Diözesanstruktur wurde erst angesichts der islamischen Expansion (ab 630) zugunsten der Themenverfassung aufgegeben.

## Liste der bekanntencomites Orientis
- Quintus Flavius Maesius Egnatius Lollianus (330–336)
- Flavius Felicianus (335–?)
- Nebridius (354–358)
- Domitius Modestus (358–362)
- Publilius Caeionius Iulianus (362–363)
- Aradius Rufinus (363–364)
- Flavius Eutolmius Tatianus (ca. 370)
- Tuscianus (381)
- Flavius Eparchius Philagrius (ca. 382)
- Proculus (383–384)
- Icarius (ca. 384)
- Lupianus (412)
- Irenaeus (431–435)
- Ephraim von Amida (ca. 522–ca. 525)
- Asterius (587–588)
- Bacchus (588–589)
- Bonosus (ca. 609–610)